# Maye Musk

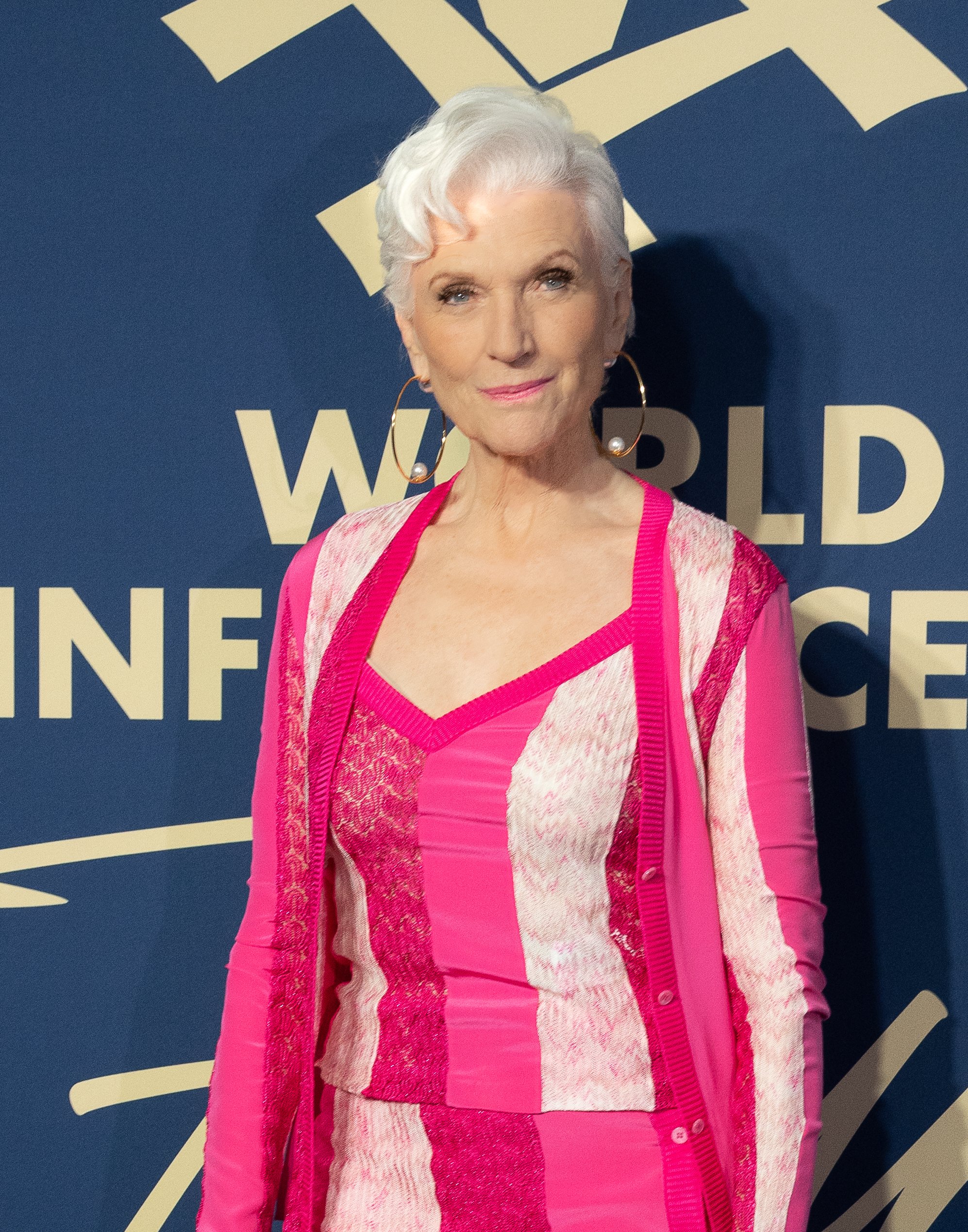
Maye Musk (2023)

Maye Musk (* 19. April 1948 als Maye Haldeman in Regina) ist ein kanadisch-südafrikanisch-US-amerikanisches Model. Daneben ist sie eine international tätige Ernährungsberaterin und Referentin sowie Buchautorin. Sie ist das älteste Model der US-amerikanischen Kosmetikmarke CoverGirl.

## Leben
Jugend
Maye Haldeman wurde in Regina in Saskatchewan geboren. Ihre Mutter war Winnifred Josephine „Wyn“ Fletcher. Ihr Vater Joshua N. Haldeman entstammte der Deutschschweizer Mennonitenfamilie Haldeman, die nach Pennsylvania ausgewandert war. Ihre Eltern unterhielten eine Chiropraxis.
Maye und Kay 1949 als Kleinkinder
im Arm ihres Vaters Joshua
(bei Find a Grave)

Link zum Bild

Haldeman wuchs mit ihrer Zwillingsschwester Kay und weiteren drei Geschwistern auf. Die Familie übersiedelte 1949 oder 1950 von Kanada nach Pretoria in Südafrika, da der Vater Joshua N. Haldeman, der einer der Wortführer der Technokratischen Bewegung war, Kanada für zu „sozialistisch“ hielt. Mehr als zehn Jahre lang flog die Familie einmal jährlich mit dem Flugzeug in die Kalahari-Wüste.
Familie

Haldeman heiratete 1970 Errol Musk, einen südafrikanischen Maschinenbauingenieur, den sie bereits aus ihrer Schulzeit kannte. Zwischen 1971 und 1974 brachte sie drei Kinder zur Welt. Weil ihr Ehemann ihr gegenüber gewalttätig gewesen sei, was dieser bestreitet, ließ sie sich 1979 scheiden und war fortan alleinerziehend.
1989 zog sie mit ihrer Tochter nach Kanada, einige Jahre später in die USA. Zwölf Jahre später erhielt sie die US-amerikanische Staatsbürgerschaft.
Ihre Kinder führen alle erfolgreiche Unternehmen. Elon Musk ist unter anderem Gründer von SpaceX und Mitinhaber von Tesla. Kimbal Musk ist Restaurantbetreiber und Lobbyist, und Tosca Musk ist Filmproduzentin und Regisseurin.
Karriere
1969 war sie unter ihrem Geburtsnamen Finalistin beim Schönheitswettbewerb Miss Südafrika. Da hatte sie bereits einen Bachelor in Diätetik erworben und sich als Ernährungsberaterin mit einer Praxis selbstständig gemacht. Den Lebensunterhalt für sich und die drei Kinder verdiente sie als Model. Daneben absolvierte sie an der University of the Orange Free State in der südafrikanischen Stadt Bloemfontein ein Masterstudium in Diätetik, das sie 1982 abschloss. 2023 verlieh ihr die Universität einen Ehrendoktortitel.
Nach ihrer Übersiedlung nach Kanada setzte sie dort ihre Tätigkeit als Model fort und unterrichtete an der Universität Toronto das Fach Ernährung. Parallel dazu absolvierte sie ein weiteres Masterstudium in Ernährungswissenschaften. In diesem Fachbereich ist sie bis heute als Unternehmerin und Referentin weltweit tätig.
Am Goethe-Institut in Toronto hat sie die deutsche Sprache erlernt. Im September 2017 wurde sie im Alter von 69 Jahren von der US-amerikanischen Kosmetikmarke CoverGirl als Model für eine Kampagne ausgewählt. Sie ist damit das älteste Model dieser Firma.

## Buchveröffentlichungen
- Feel Fantastic. Maye Musk´s Good Health Clinic. Macmillan Canada, Toronto 1996, ISBN 978-0-7715-7384-2 (englisch).
- Eine Frau, ein Plan. Ein Leben voller Risiko, Schönheit und Erfolg. 2. Auflage. Benevento, Elsbethen 2021, ISBN 978-3-7109-0114-0 (Autobiografie).